# Figulus cheesmani
Figulus cheesmani es una especie de coleóptero de la familia Lucanidae.

## Distribución geográfica
Habita en Nueva guinea.